# Élection pontificale de 1198
L'élection pontificale de 1198 se déroule juste après la mort du pape Clément III et aboutit à l'élection, le 8 janvier 1198, du cardinal Lotario dei Conti di Segni qui devient le pape Innocent III. C'est au cours de cette élection que le pape est élu, pour la première fois, par scrutin (per scrutinium).

## Sources
- (en) Cet article est partiellement ou en totalité issu de l’article de Wikipédia en anglais intitulé « Papal election, 1198 » (voir la liste des auteurs).
- (en) Sede Vacante de 1198 - Université de Nothridge - État de Californie - John Paul Adams - 29 janvier 2015